# Коровай, Елена Людвиговна
Елена Людвиговна Коровай (1901—1974) — живописец, график, педагог.

## Биография
Елена Коровай (Каровай) родилась в 1901 году, Воронеже в семье обедневших дворян. Отец — биолог по образованию, член Королевского географического общества. Мать — выпускница Института благородных девиц. Вскоре после рождения родители переехали в Харбин, где отец получил на КВЖД место начальника железнодорожного узла. Мать выступала, как драматическая актриса, в одном из театров Харбина. В 1913 году семья переехала в Петербург.
С 1914—1917 гг. училась в рисовальной школе Императорского Общества поощрения художеств, у И. Я. Билибина в Петрограде.
В 1917 г. с родителями переезжает в Барнаул. Сближается с группой сибирских художников, занятых поисками новых форм в искусстве (М. И. Курзин, В. Н. Гуляев, Н. А. Мамонтов).
С 1918 г. принимает участие в выставках. Выходит замуж за художника М. И. Курзина. В 1918 г. вступает в члены Алтайского художественного общества, преподаёт в Алтайских губернских художественно-технических мастерских, среди её учеников был В. И. Кайдалов.
с 1920 по 1923 гг. живёт в Москве, учится в Высших художественно-технических мастерских.
В 1923 году переезжает с М. И. Курзиным в Крым, где он работает художников в Симферопольском театре партийной школы 1924 г. путешествует, посещает Батуми и Баку. В 1924 г. живёт в Ташкенте. В 1925 г. живёт в Москве, в 1926—1928 гг. в Самаре.
В 1928 г. переезжает в Самарканд, живёт в Самарканде и в Ташкенте до 1946 года. В 1934 г. вступает в Союз художников Узбекистана. Участвует в республиканских и всесоюзных выставках. Сотрудничает с издательством «Узгиз», где выходит книга «Два брата» с текстом и иллюстрацией художницы. Создает серию живописных работ: «В бывшем гетто» 1930—1932 — картины из жизни еврейского квартала Бухары («Портные», «Красильщики-кустари», «Столяры», «В бывшем гетто», «Самоубийца» и другие работы), пишет пейзажи, жанровые сцены, портреты и натюрморты.
В 1929 году выходит замуж за художника Георгия Никитина, в 1935 году у них рождается дочь Ирина.
В 1938—1940 гг. пишет серию портретов народных мастеров.
В 1941 г. в Самарканде знакомится с В. А. Фаворским.
В 1946 г. переезжает в Москву, поселяется в «Красном доме» в Новогиреево. Не имеет возможности вступить в МОСХ (из-за утраты своих живописных работ), вынуждена оставить живопись.
В Москве художница разрабатывает и издает комплект масок к сказке А. С. Пушкина «О попе и работнике его Балде». "Способность Елены Коровай «рисовать» ножницами развилась, вероятнее всего, в Харбине, где она долгое время жила и где обучилась китайской технике вырезания из бумаги; отсюда произрастают ее знаменитые маски. Такой же техникой владел ее первый муж Михаил Курзин: он «обучил этой технике и художников, делавших социальные и политические плакаты для „Окон РОСТА“».
В 1955—1957 гг. принимает участие в работах над мозаиками В. А. Фаворского.
В 1962 г. возобновляет работу в живописи. В 1966 г. Игорь Витальевич Савицкий приобретает её работы (серию «В бывшем гетто») для Каракалпакского музея искусств в Нукусе.
В 1968 г. работы художницы были экспонированы на выставке «Живопись и графика художников Узбекистана (1920—1930) из собрания Каракалпакского музея искусств» в Государственном музее искусств народов Востока.
В книге мемуаров «Воздушные фрегаты» поэт Леонид Мартынов описывает свои встречи и путешествия с Еленой
Коровай в период её обучения во ВХУТЕМАСе, а также в конце 50-х в «Красном доме» в Новогиреево. В книге она выступает под псевдонимом «Алёна Калач».
В 2010 году в Омске состоялась выставка — «Михаил Курзин. Елена Коровай»
Умерла в Москве в 1974 г.

## Музеи
- Государственная Третьяковская галерея
- Государственный музей искусств народов Востока (Москва)
- Каракалпакский государственный музей им. И. В. Савицкого (Нукус. Узбекистан)
- Омский областной музей изобразительных искусств имени М. А. Врубеля
- Государственный художественный музей Алтайского края
- Челябинский государственный музей изобразительных искусств

## Творчество

### Графика и книжные иллюстрации
Пишет и оформляет детские книжки, которые издаются при участии самаркандской «Изофабрики».
- Е. Коровай. «Два брата». Ташкент. «УзГИЗ», 1935. — [12] с. : ил.
- Маски к сказке А. С. Пушкина «О попе и работнике его Балде». Художник Коровай Елена Людвиговна. (Маски подготовлены к печати дочерью художника И. Г. Коровай). ОАО «Московский комбинат игрушек». 1999
- Маски «Весёлый карнавал». Художник Коровай Елена Людвиговна. (Маски подготовлены к печати дочерью художника И. Г. Коровай). ОАО «Московский комбинат игрушек». 1999

### Оформление театральных спектаклей
Работала художницей в театрах (Государственный театр Узбекской драмы им. Хамзы, Государственный областной Узбекский театр им. Алимджалова, а также Русский драматический театр и ТЮЗ в Самарканде).

## Галерея
Произведения Е. Л. Коровай хранятся в музеях Москвы, Омска, Самарканда, Нукуса, в музее Каракалпакии.
- «Мостик в лесу. Барнаул». Х., м. 58×49,5
- «Айва и гранаты». Б., гуашь. 41,5×54
- «Портрет Гали Гойрах с апельсином». К., гуашь. 82×57,5
- «Лопухи в старинной вазе». Б., гуашь. 47,6×42,5
- «Портрет В. А. Фаворского». Мозаика